# Lithobates sylvaticus
Lithobates sylvaticus, la rana de bosque, y también denominada rana de la madera,  es un anfibio anuro de la familia Ranidae. Tiene un tamaño medio de 4 cm y puede alcanzar unos 7 cm de longitud; la hembra es más grande que el macho. Es de color marrón oscuro con matices verdosos y negros. Habita principalmente en Alaska y Canadá.

## Descripción

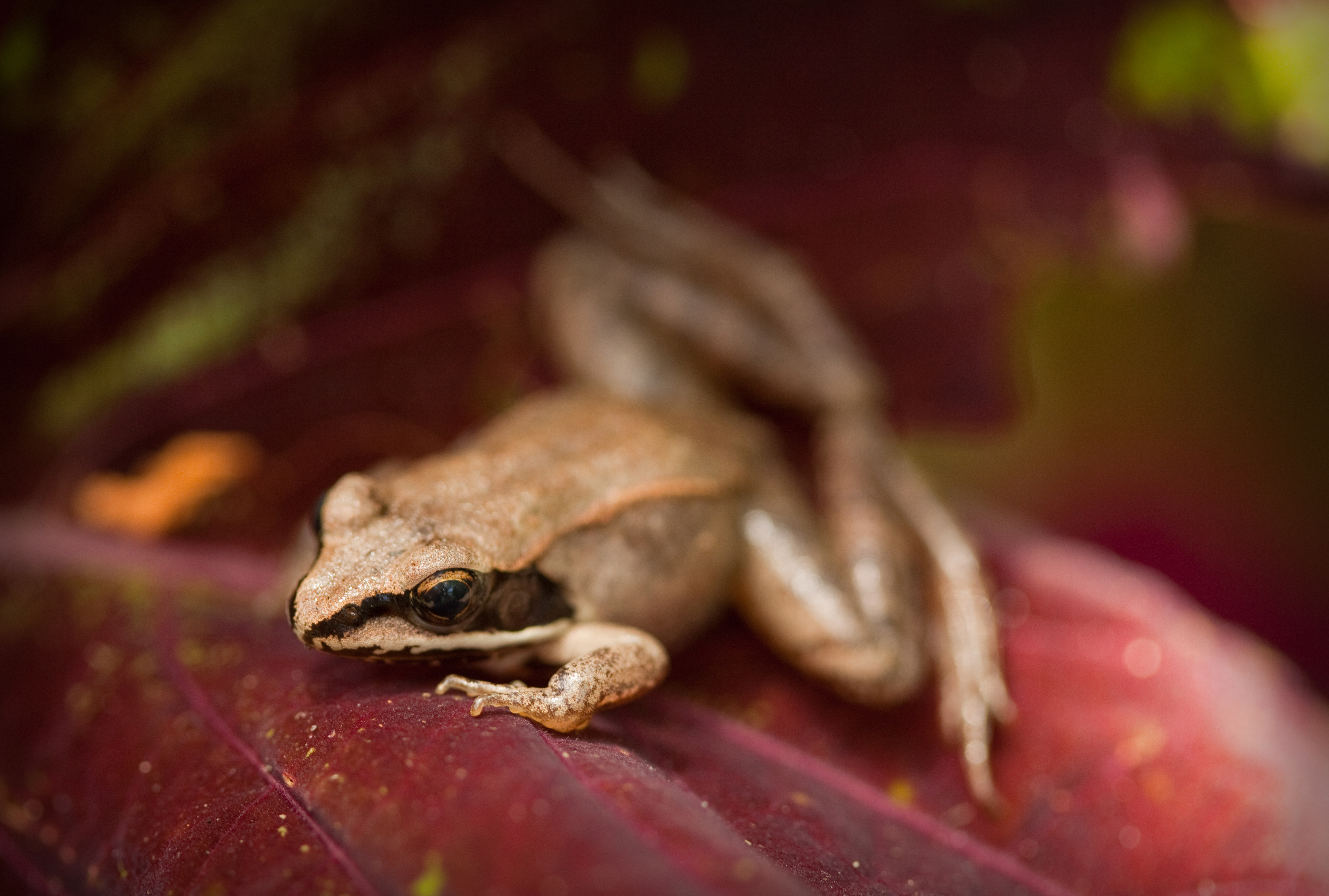
Individuo con coloración clara.

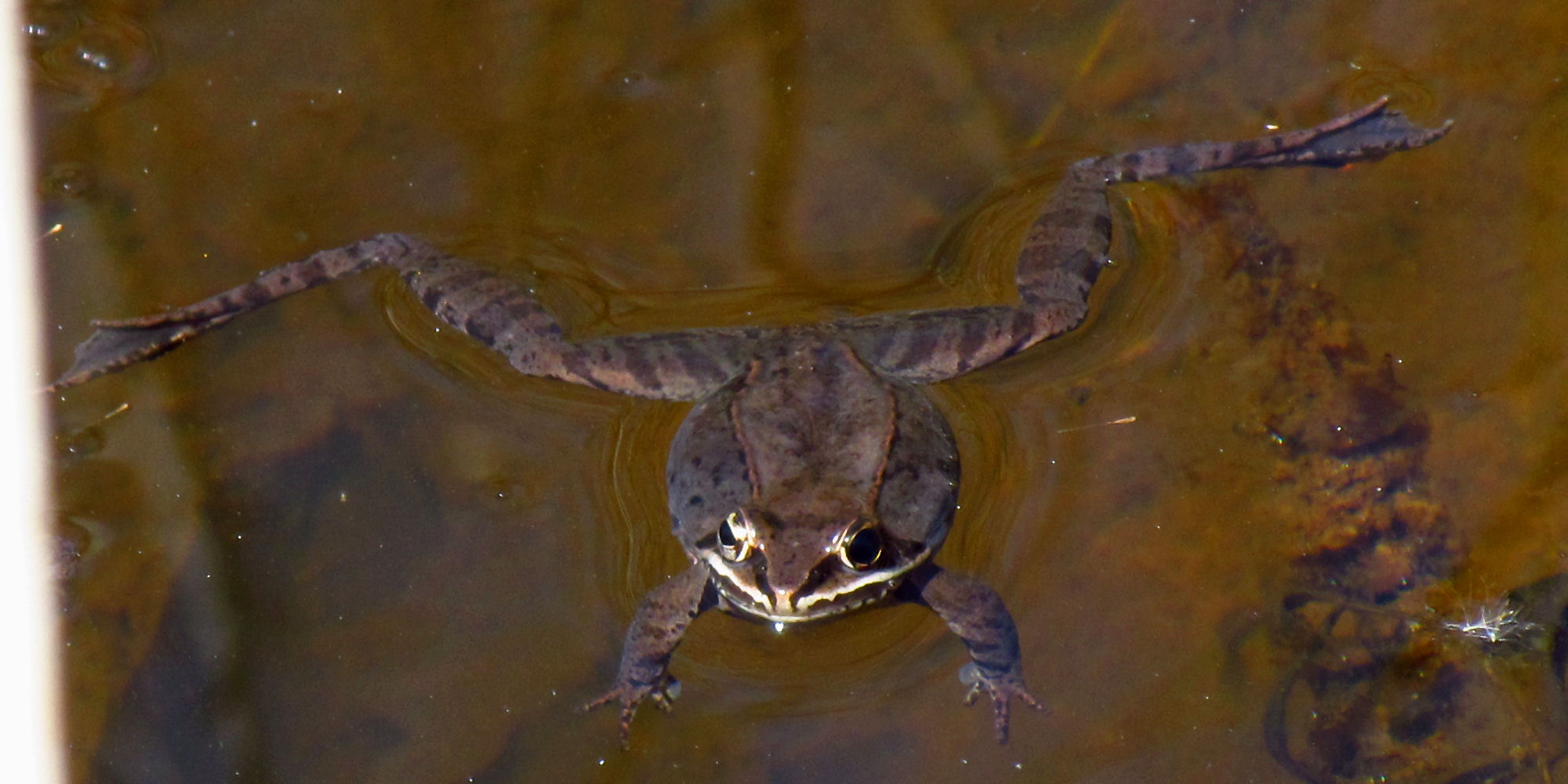
Individuo con coloración oscura.

La rana de bosque posee ciertos sistemas que le permiten sobrevivir en condiciones extremas (extremófilo) soportando muy bajas temperaturas; es una de las cuatro especies de ranas norteamericanas que son capaces de congelarse "en estado sólido" y sobrevivir.[cita requerida]
En primer lugar poseen una gran cantidad de nucleoproteínas (nucleótidos + proteínas) en su torrente sanguíneo; estos compuestos que potencian la formación de hielo, evitan sin embargo que este se organice en forma de grandes cristales que dañarían a las células.
Por otro lado, la rana, cuya concentración de glucosa es similar a la nuestra sintetiza en el hígado grandes cantidades de esta (que, a diferencia de nosotros, es capaz de tolerar) al inicio de la congelación. La glucosa se concentra en el interior de las células y hace las veces de anticongelante, evitando que se congelen los fluidos celulares. Sin embargo, la congelación del líquido exterior provoca que en el interior haya una mayor proporción de agua, provocando una salida de agua de las células que, si bien hace aumentar la proporción de glucosa en su interior (aumentando la acción anticongelante), podría provocar su muerte debido a la deshidratación, esto se evita al llegar a un equilibrio de concentraciones con el exterior, lo que interrumpe la salida de agua.
Con esto, los órganos y el cuerpo de la rana pueden llegar a convertirse en un 65% de su agua completamente en hielo congelado y el resto de su agua estaría líquido gracias a su anticongelante natural. Cuando suben las temperaturas, se descongela primero el corazón, para que la circulación se reactive y evitar así daños en los demás órganos conforme se descongelan.[cita requerida]

### Descripción física
Miden entre 3,5 hasta 7,0 cm (2,0 a 2,8 en) de longitud. Las hembras son más grandes que los machos y las adultas son generalmente de color marrón, beis o de color rojizo, y por lo general tienen una máscara de ojos oscura. Las partes inferiores de las ranas de madera son de color con un tono amarillo o verde.

## Hábitat
Las ranas bosque habitan en bosques y humedales de agua dulce: charcas primaverales.

## Distribución geográfica

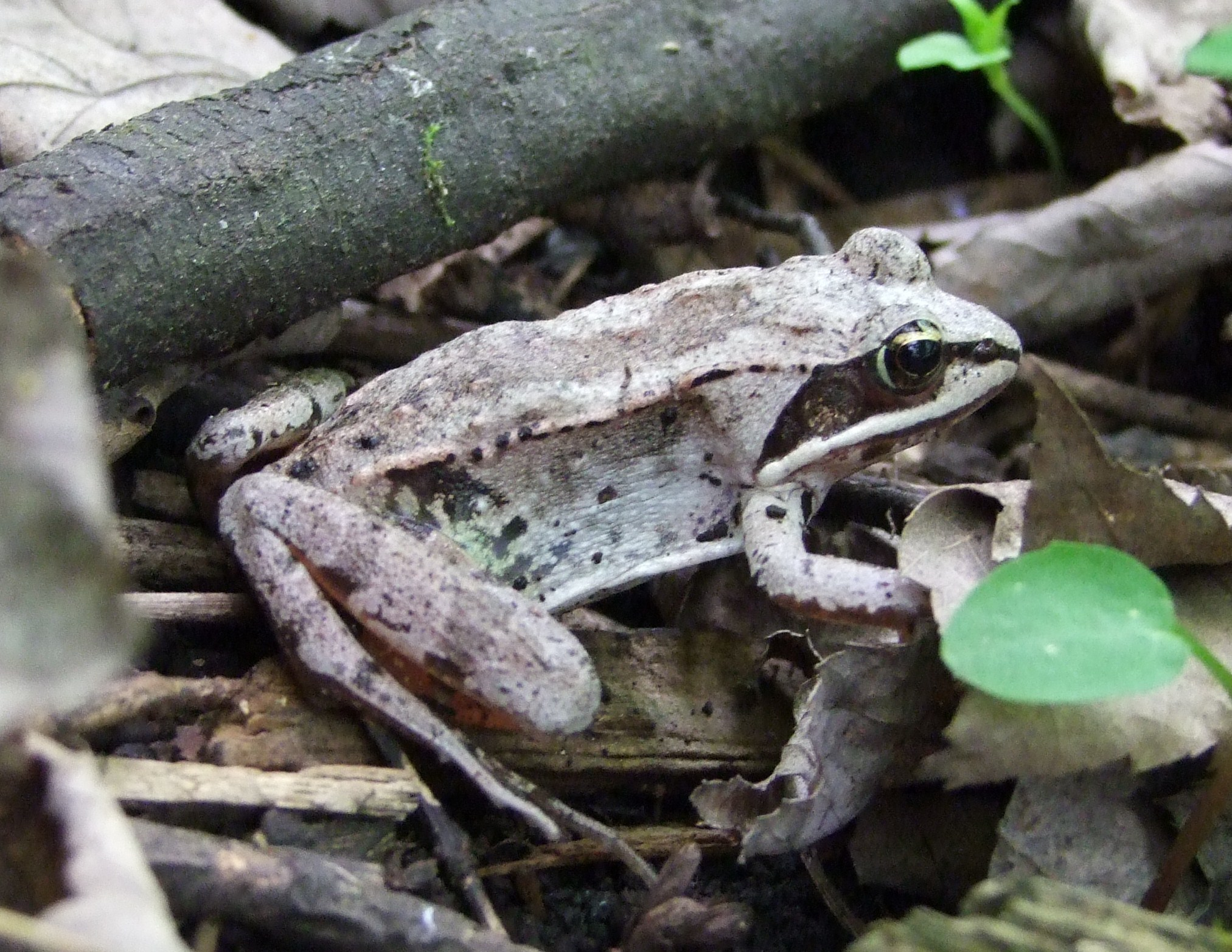
Lithobates sylvaticus vista en Quebec.

El rango de esta rana se sitúa desde el norte de Georgia y noreste de Canadá, en el este de Alaska y el sureste de la Columbia Británica. Es la rana de mayor distribución en Alaska. También se encuentra en el Medicine Bow National Forest.

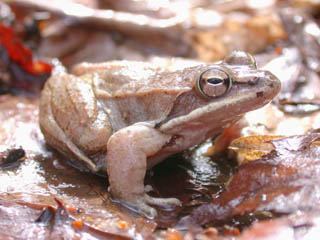
Rana de color claro
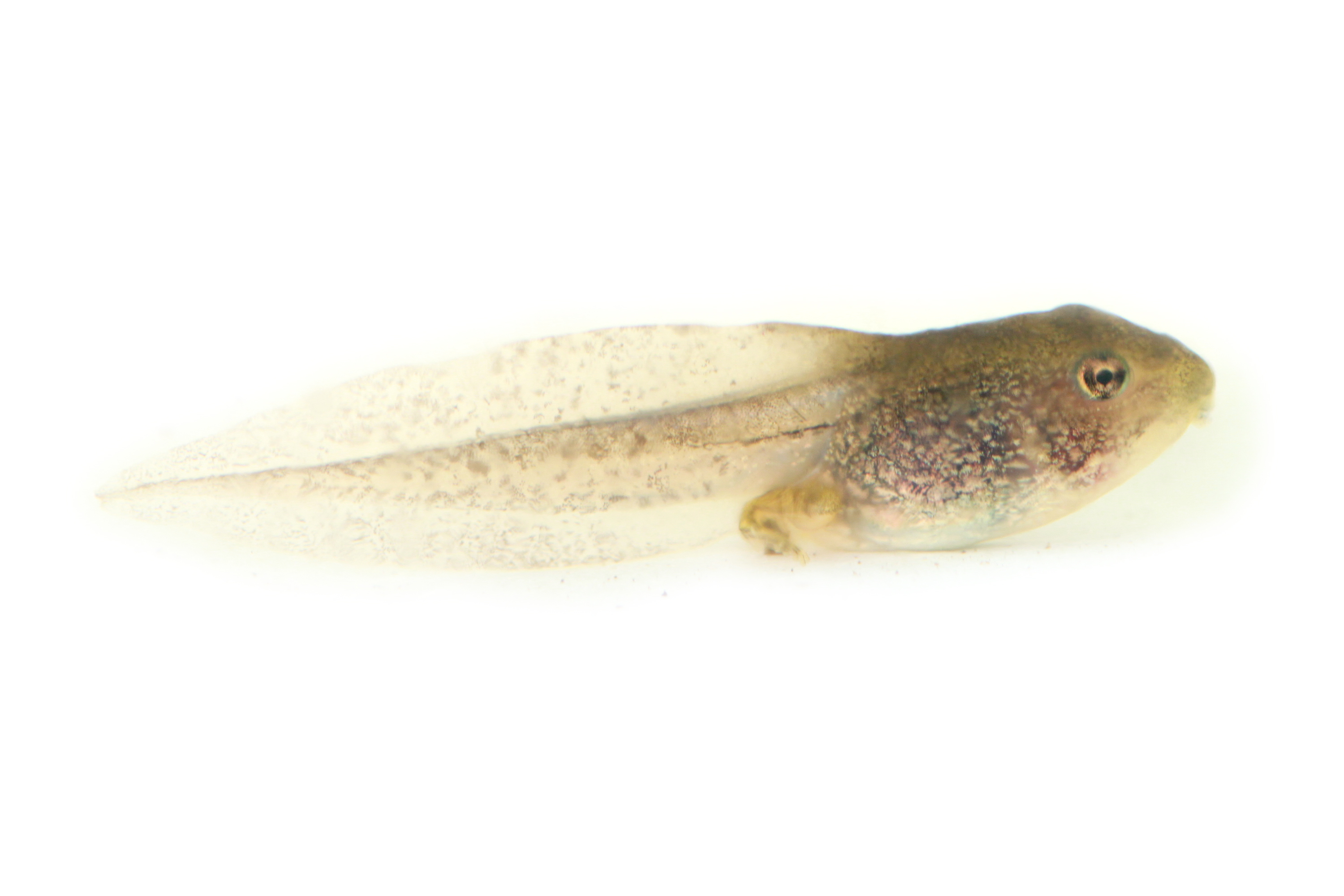
Renacuajo
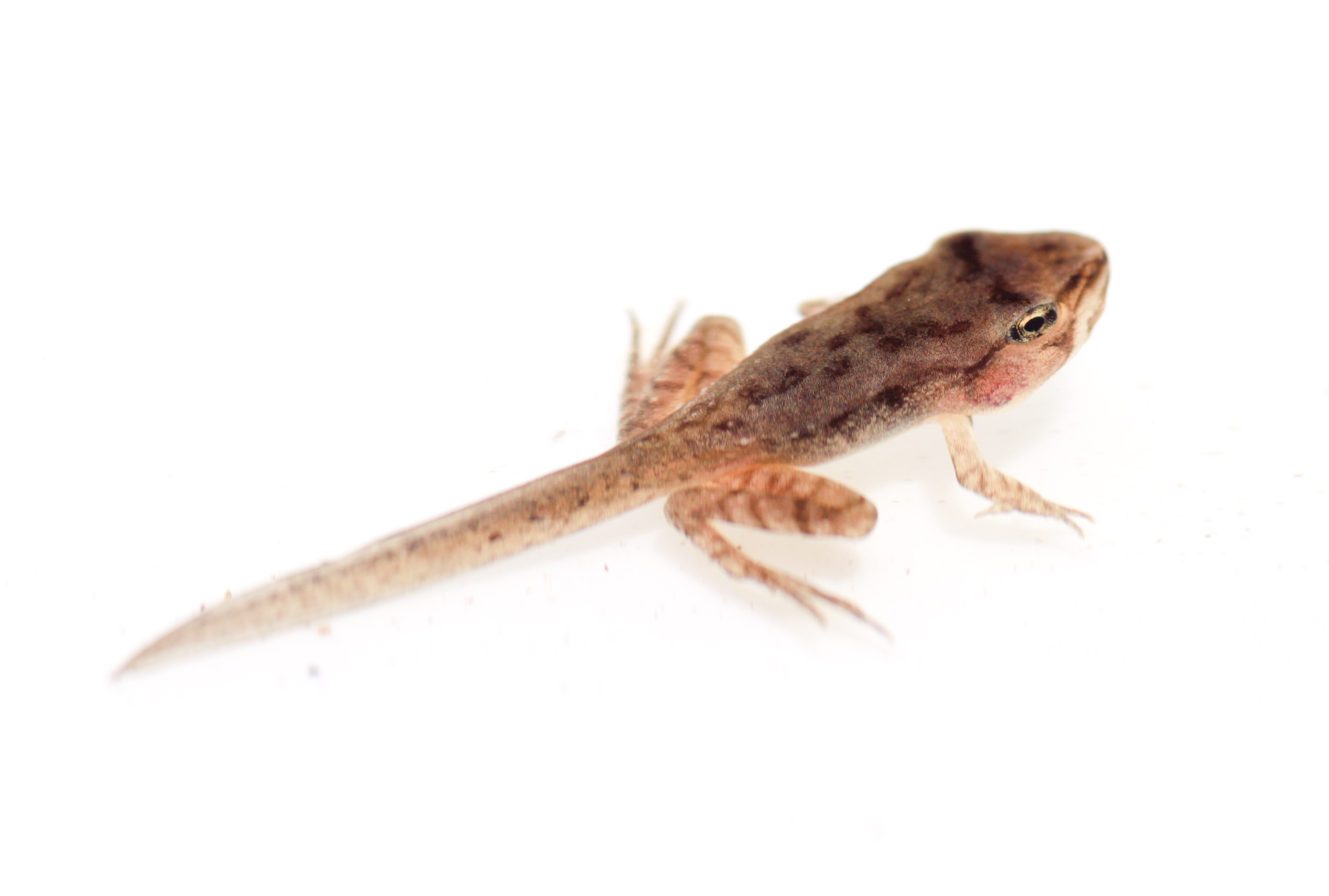
Renacuajo tardío
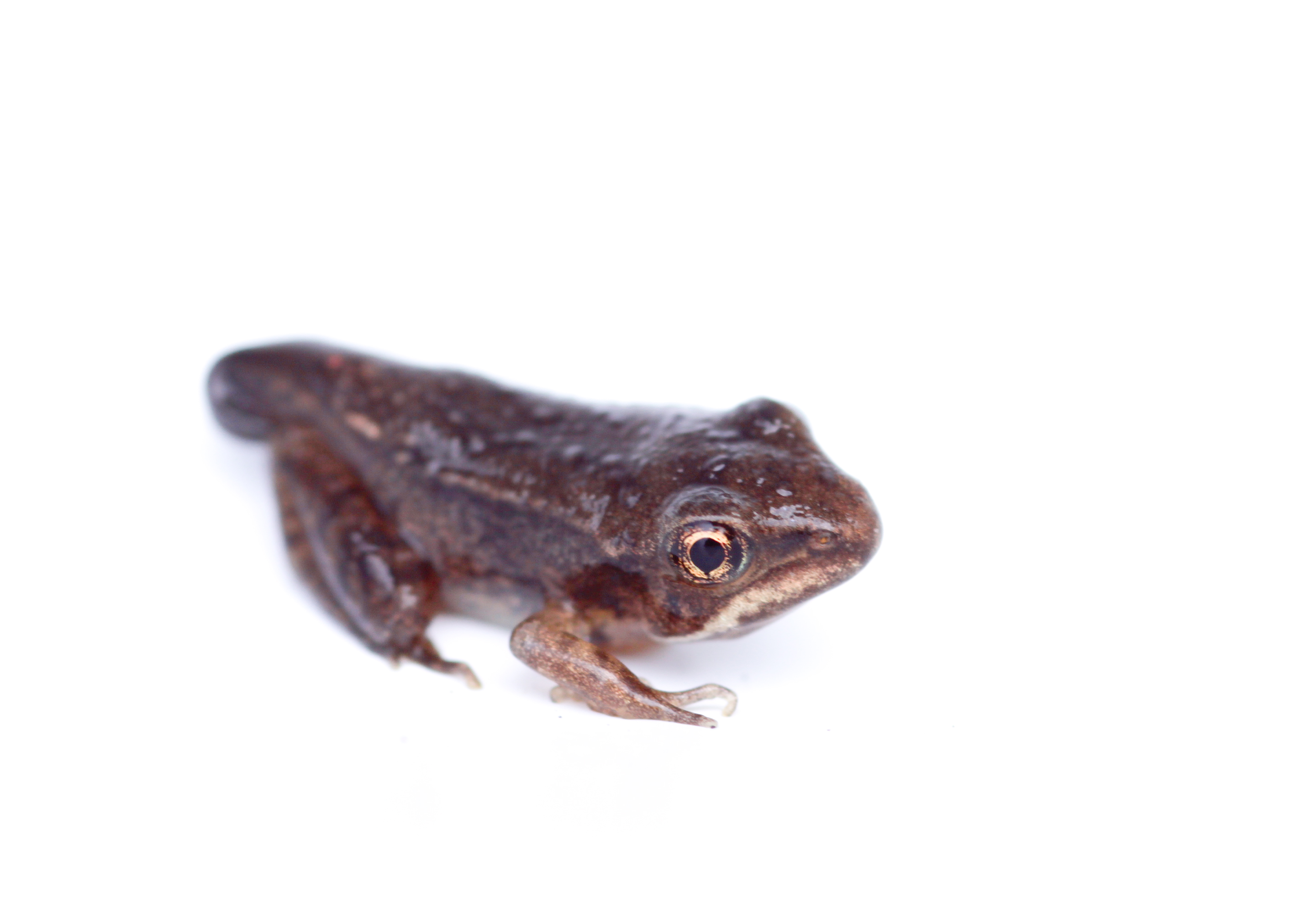
Ranita subadulta